# Данилицкий, Антон Петрович
Анто́н Петро́вич Данили́цкий (белор. Антон Пятровіч Даніліцкі; 1 января 1922 — 10 сентября 2010) — советский офицер, командир танка Т-34, младший лейтенант, Герой Советского Союза (1944).

## Биография
Родился 1 января 1922 года в деревне Бобрик ныне Петриковского района Гомельской области Белоруссии в крестьянской семье. Белорус. В 1940 году окончил Бобруйский техникум механизации обработки дерева. Работал на фанерном заводе «Звезда» в посёлке Копцевичи.
В Красной Армии с октября 1940 года. На фронте Великой Отечественной войны с её первого дня — 22 июня 1941 года. Участвовал в освобождении Украины, Польши, в Берлинской и Пражской наступательных операциях. В 1944 году окончил Полтавское танковое училище, назначен командиром танка 53-го танкового полка 69-й механизированной бригады 9-го механизированного корпуса 3-й гвардейской танковой армии 1-го Украинского фронта.
Младший лейтенант Антон Данилицкий особо отличился во Львовско-Сандомирской наступательной операции.
14 июля 1944 года во время прорыва обороны противника экипаж танка под командованием Данилицкого первым ворвался в село Нище Зборовского района Тернопольской области Украины, чем содействовал общему успеху боя.
15 июля 1944 года танкисты Данилицкого на железнодорожном узле Красное отрезали путь эшелонам неприятеля с железнодорожного узла.
18 августа 1944 года на левом берегу реки Висла в бою за удержание плацдарма танк Данилицкого успешно участвовал в отражении шести вражеских контратак.
Указом Президиума Верховного Совета СССР от 23 сентября 1944 года за образцовое выполнение боевых заданий командования на фронте борьбы с немецко-фашистскими захватчиками и проявленные при этом мужество и героизм младшему лейтенанту Данилицкому Антону Петровичу присвоено звание Героя Советского Союза с вручением ордена Ленина и медали «Золотая Звезда» (№ 4653).
24 июня 1945 года А. П. Данилицкий участвовал в историческом Параде Победы на Красной площади в Москве.
После войны А. П. Данилицкий продолжил армейскую службу. Служил в 69-м мотострелковом полку 14-й мотострелковой дивизии в Группе советских войск в Германии. Место дислокации — город Вюнсдорф. В 1954 году окончил Военную академию бронетанковых войск имени Маршала Советского Союза Р. Я. Малиновского. Работал в учебно-методическом кабинете по подготовке и повышению квалификации рабочих и специалистов сельского хозяйства Агропрома РСФСР. С 1972 года полковник А. П. Данилицкий — в запасе.
Жил и работал в городе Балашиха Московской области, затем проживал в городе Королёв. 9 мая 1995 года участвовал в юбилейном Параде Победы в Москве. В 2001 году переехал на постоянное место жительства в Москву. Умер 10 сентября 2010 года. Похоронен на Востряковском кладбище.
Сын: Анатолий Антонович Данилицкий родился в Москве 30 апреля 1952 года. В 1993 году закончил МГИМО, откуда вышел специалистом по международным отношениям. Работал в Министерстве иностранных дел РФ, занимал различные дипломатические посты в российских посольствах. В гражданском браке с певицей Славой (Анастасия Сланевская). Есть дочь Антонина.

## Память
- Памятная мемориальная доска на аллее Героев в Балашихе. На мемориальной доске ошибочно указано имя Анатолий.